# 오노리역
오노리역(일본어: 大乗駅)은 일본 히로시마현 다케하라시에 위치한 서일본 여객철도 구레선의 철도역이다. 상대식 승강장 2면 2선의 구조를 갖춘 지상역이다.

## 타는 곳
| 북쪽 | ■ 구레 선 | 상행 | 미하라 · 후쿠야마 방면 |
| 남쪽 | ■ 구레 선 | 하행 | 다케하라 · 구레 방면   |

## 역 주변
- 국도 제185호선

## 역사
- 1932년 7월 10일 : 산고 선 아키사이자키 역 - 다케하라 역 간 연장에 의해 개업.
- 1935년 11월 24일 : 선로 명칭 제정. 구레 선의 소속으로 한다.
- 1960년 7월 1일 : 화물 취급 폐지.
- 1970년 10월 1일 : 무인역화.
- 1987년 4월 1일 : 일본국유철도 분할 민영화에 의해, 서일본 여객철도가 승계.
- 2006년 3월 18일 : 임시 쾌속 '세토나이카이 마린 뷰' 정차역이 되다.
- 2007년
  - 8월 : ICOCA 전용 개찰기를 설치.
  - 9월 1일 : ICOCA 도입.
- 2010년
  - 7월 14일 : 장마 전선 영향에 의해 호우로 구내 선 내에 복수의 토사 붕괴가 발생해, 당 역의 영업 중단.
  - 7월 20일 : 미하라 역 - 다케하라 역 복구에 의해 영업 재개.

## 인접 역
| 서일본 여객철도 구레선   | 서일본 여객철도 구레선 | 서일본 여객철도 구레선              |
| ------------------------ | ---------------------- | ----------------------------------- |
| 아키나가하마 미하라 방면 | ■ 게이비 선            | 다케하라 가이타이치 · 히로시마 방면 |